# روجر برايس
روجر برايس (بالإنجليزية: Roger Price)‏ هو سياسي أسترالي، ولد في 26 نوفمبر 1945 بسيدني في أستراليا. حزبياً، نشط في حزب العمال الأسترالي. وقد انتخب عضو مجلس النواب الأسترالي عن دائرة Division of Chifley ‏ (1 ديسمبر 1984 – 19 يوليو 2010).